# Kisima
Kisima è una circoscrizione urbana (urban ward) della Tanzania situata nel distretto di Same, regione del Kilimangiaro. Conta una popolazione di 9 885 abitanti (censimento 2012).